# Salvatore Pacini
Salvatore Pacini (Boscona, 14 agosto 1506 – 20 marzo 1581) è stato un vescovo cattolico, diplomatico e funzionario italiano al servizio della Santa Sede.

## Biografia
Salvatore Pacini nacque a Boscona in località Vico, nei pressi di Colle di Val d'Elsa.
Fu governatore di varie città: Parma, Gualdo Tadino, Norcia, Ancona, Perugia e Roma.
Papa Paolo IV lo nominò ambasciatore alla Corte di Spagna e gli affidò l'incarico, dotandolo di ampi poteri, di reprimere i disordini che erano scoppiati ad Avignone, incarico che ricoprì con successo.
Partecipò al Concilio di Trento in rappresentanza dell'arcivescovo di Milano san Carlo Borromeo.
Fu vescovo di Chiusi e in tale veste, nel 1573, su incarico di papa Pio V, effettuò un'ispezione alla diocesi di Osimo dove era vescovo fin dal 1551 Bernardino de Cupis che si era appropriato dei fondi della diocesi e venduto beni ecclesiastici. Dopo la visita apostolica di monsignor Pacini, che aveva steso una dettagliata relazione sullo stato della diocesi e delle sue strutture, nel 1574 furono chieste e ottenute le dimissioni del vescovo de Cupis.